# Kristian Knudsen
Pour les articles homonymes, voir Knudsen.
Kristian Knudsen est un joueur danois de volley-ball né le 1er août 1979 à Kolding (Danemark-du-Sud). Il mesure 1,99 m et joue réceptionneur-attaquant. Il totalise 148 sélections en équipe du Danemark.

## Clubs
| Club                  | Pays      | De        | À         |
| --------------------- | --------- | --------- | --------- |
| Holte IF              | Danemark  | 1998-1999 | 1999-2000 |
| Las Palmas            | Espagne   | 2000-2001 | 2000-2001 |
| Noliko Maaseik        | Belgique  | 2001-2002 | 2001-2002 |
| Rennes Étudiants Club | France    | 2002-2003 | 2005-2006 |
| VfB Friedrichshafen   | Allemagne | 2006-2007 | 2006-2007 |
| Tours Volley-Ball     | France    | 2007-2008 | 2008-2009 |
| Tourcoing LM          | France    | 2009-2010 | 2010-2011 |
| Nancy Volley          | France    | 2012-2013 | 2012-2013 |
| Çankaya Belediyesi    | Turquie   | 2013-2014 | 2014-2015 |
| AS Cannes             | France    | 2015-2016 | 2015-2016 |

## Palmarès
- Ligue des champions (1)
  - Vainqueur : 2007
- Championnat d'Allemagne (1)
  - Vainqueur : 2007
- Championnat de Belgique (1)
  - Vainqueur : 2001
- Championnat du Danemark
  - Finaliste : 1999, 2000
- Coupe d'Allemagne (1)
  - Vainqueur : 2007
- Coupe de Belgique (1)
  - Vainqueur : 2001
- Coupe de France (1)
  - Vainqueur : 2009